# Кулуар Нортона
Кулуар Нортона (англ. Norton Couloir), он же Большой кулуар, Великий кулуар (англ. Great Couloir) и Северный кулуар — горный кулуар, круто поднимающееся ущелье на Северной стене Джомолунгмы (территория Тибетского автономного района КНР). Расположен к востоку от вершины-пирамиды и расширяется в 150 метрах ниже вершины. Через него возможно обойти Три ступени при восхождении на вершину с северной стороны Джомолунгмы, а также избежать перехода по открытому всем ветрам Северо-Восточному гребню.
На той же Северной стене, но к западу от вершины, расположен Кулуар Хорнбейна.

## Происхождение названия
Кулуар был назван в честь британского альпиниста Эдварда Феликса Нортона, участника экспедиции 1924 года. Он был первым человеком, ступившим в это ущелье, и он же 4 июня 1924 года, не используя кислородных приборов, сумел подняться по этому кулуару до высоты около 8572 метров над уровнем моря. Это стало мировым рекордом высоты восхождения, продержавшимся много лет. Но взойти на вершину Джомолунгмы Эдварду Нортону так и не удалось.

## Одиночное восхождение Месснера
Пройти по этому кулуару дальше Эдварда Нортона удалось только 20 августа 1980 года итальянскому альпинисту Райнхольду Месснеру. Он тоже шёл без кислородных баллонов, но сумел в одиночку дойти до вершины и вернуться, став первым альпинистом на этом маршруте восхождения.

## Другие восхождения через Кулуар Нортона
В 1984 году австралийская экспедиция успешно прошла новый маршрут восхождения на Джомолунгму. С Главного Ронгбука альпинисты сразу же стали взбираться на Северную стену и установили свой Лагерь III у нижнего входа в кулуар на высоте 7500 метров над уровнем моря, а затем штурмовой лагерь на высоте 8150 метров. Участники той экспедиции Тим Макартни-Снейп (англ. Tim Macartney-Snape) и Грег Мортимер (англ. Greg Mortimer), также не использовавшие кислородных баллонов, 2 октября 1984 стали первыми австралийцами, достигшими вершины Джомолунгмы.
В 2001 году молодой французский сноубордист Марко Сиффреди совершил первый в истории спуск на сноуборде с Джомолунгмы — он спускался по Кулуару Нортона. Через год он вернулся на Джомолунгму и попытался съехать на сноуборде по Кулуару Хорнбейна, где и погиб.

## Список литературы
- Tom Holzel, Audrey Salkeld: In der Todeszone - Das Geheimnis um George Mallory; Goldmann, München 1999, ISBN 3-442-15076-0
- Conrad Anker, David Roberts: Verschollen am Mount Everest - Dem Geheimnis von George Mallory auf der Spur; Heyne, München 1999, ISBN 3-453-17711-8
- Reinhold Messner: Everest Solo; Fischer, Frankfurt 2001 - ISBN 3-596-15092-2